# 안마 (일본)

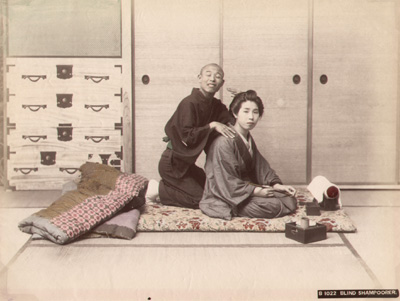
맹인 안마사(좌두).

안마(按摩)는 일본식 전통 마사지이다. 보통 지압과 비슷한 동작 지위 체계를 가지고 있다.